# Unité urbaine de Charleville-Mézières
L'unité urbaine de Charleville-Mézières est une unité urbaine française centrée sur la commune de Charleville-Mézières, préfecture et première ville du département des Ardennes, dans la région Grand Est.

## Données globales
En 2010, selon l'Insee, l'unité urbaine était composée de huit communes.
En 2020, à la suite d'un nouveau zonage, elle est composée des huit mêmes communes.
En 2022, avec 57 068 habitants, elle représente la 1re unité urbaine du département des Ardennes et occupe le 12e rang dans la région Grand Est.
En 2020, sa densité de population s'élève à 766 hab/km2, ce qui en fait l'unité urbaine la plus densément peuplée du département des Ardennes.
Par sa superficie, elle ne représente que 1,44 % du territoire départemental mais, par sa population, elle regroupe 21,42 % de la population du département des Ardennes en 2020, soit 1 personne sur 5.

## Évolution territoriale depuis 1982
En 1982, l'unité urbaine de Charleville-Mézières regroupait sept communes urbaines (outre la ville-centre, Les Ayvelles, La Francheville, Montcy-Notre-Dame, Prix-lès-Mézières, Villers-Semeuse et Warq) et dépassait largement les 50 000 habitants.
Aux deux recensements suivants, ceux de 1990 et de 1999, l'unité urbaine de Charleville-Mézières ne s'est pas agrandie mais elle a enregistré une perte de population continuelle, où elle comptait 67 213 habitants en 1990, puis 65 727 habitants en 1999. À cette date, la ville-centre se maintenait toujours au-dessus des 50 000 habitants.
En 1999, l'unité urbaine de Charleville-Mézières demeure toujours et de loin la première agglomération départementale et se situe au 3e rang régional en Champagne-Ardenne.
C'est lors de la dernière délimitation de 2010 effectuée par l'INSEE que l'unité urbaine de Charleville-Mézières s'est agrandie d'une nouvelle commune, Saint-Laurent. Sa superficie est maintenant de 75,74 km2.
Dans le dernier zonage de 2020, elle garde le même périmètre.

## Composition de l'unité urbaine en 2020
Elle est composée des huit communes suivantes :
| Nom                                 | Code Insee | Département | Statut       | Superficie (km2) | Population (dernière pop. légale) | Densité (hab./km2) | Modifier                                    |
| ----------------------------------- | ---------- | ----------- | ------------ | ---------------- | --------------------------------- | ------------------ | ------------------------------------------- |
| Charleville-Mézières (ville-centre) | 08105      | Ardennes    | ville-centre | 31,44            | 45 634 (2022)                     | 1 451              | modifier les données · modifier les données |
| Les Ayvelles                        | 08040      | Ardennes    | banlieue     | 5,45             | 859 (2022)                        | 158                | modifier les données · modifier les données |
| La Francheville                     | 08180      | Ardennes    | banlieue     | 6,79             | 1 647 (2022)                      | 243                | modifier les données · modifier les données |
| Montcy-Notre-Dame                   | 08298      | Ardennes    | banlieue     | 6,13             | 1 560 (2022)                      | 254                | modifier les données · modifier les données |
| Prix-lès-Mézières                   | 08346      | Ardennes    | banlieue     | 5,08             | 1 387 (2022)                      | 273                | modifier les données · modifier les données |
| Saint-Laurent                       | 08385      | Ardennes    | banlieue     | 4,26             | 1 073 (2022)                      | 252                | modifier les données · modifier les données |
| Villers-Semeuse                     | 08480      | Ardennes    | banlieue     | 7,03             | 3 628 (2022)                      | 516                | modifier les données · modifier les données |
| Warcq                               | 08497      | Ardennes    | banlieue     | 9,19             | 1 280 (2022)                      | 139                | modifier les données · modifier les données |

## Évolution démographique
| 1968   | 1975   | 1982   | 1990   | 1999   | 2009   | 2014   | 2020   |
| ------ | ------ | ------ | ------ | ------ | ------ | ------ | ------ |
| 64 885 | 69 851 | 68 499 | 68 115 | 66 637 | 61 166 | 60 263 | 57 758 |

#### Données générales
- Unité urbaine
- Aire d'attraction d'une ville
- Aire urbaine (France)
- Liste des unités urbaines de France

#### Données démographiques en rapport avec l'unité urbaine de Charleville-Mézières
- Aire d'attraction de Charleville-Mézières
- Arrondissement de Charleville-Mézières

#### Données démographiques en rapport avec le département des Ardennes
- Démographie des Ardennes
- Liste des unités urbaines du département des Ardennes